# Гири, Аниш
Ани́ш Кумар Гири (непальск. अनीश कुमार गिरि, нидерл. Anish Kumar Giri; род. 28 июня 1994, Санкт-Петербург) — нидерландский (до 2009 года — российский) шахматист, гроссмейстер (2009). Пятикратный чемпион Нидерландов (2009, 2011, 2012, 2015, 2023), многократный победитель и призёр крупных международных турниров.
В составе сборной Нидерландов — участник шести Олимпиад (2010—2024), 1-й номер среди шахматистов своей страны. Победитель командного чемпионата России 2017 в составе команды «Сибирь-Сириус».

## Биография

### Детство и первые достижения
Гири родился в Санкт-Петербурге, вырос там и пошёл в школу. Семья долгое время жила там, позже ненадолго переехала в Непал, затем — в Японию, где работал отец Гири. Отец — Санджай (наполовину непалец, мать из Индии), мать — Ольга (русская). С 2008 года шахматист живёт в Рейвейке, где по специальности работает его отец (гидролог). Гири — воспитанник ДЮСШ-2 Калининского района Санкт-Петербурга, его тренерами были Ася Ковалёва и Андрей Праслов, позже — Владимир Чучелов.
Во время пребывания в Японии Гири был членом Японской шахматной ассоциации и шахматного клуба Саппоро. В 9-летнем возрасте Гири выиграл чемпионат Хоккайдо, в 2006 году выиграл чемпионат России до 12 лет, набрав 7 из 9.
Первым крупным международным турниром для Гири стал Corus Chess в январе 2009 года, где он занял 2-е место и достиг последней нормы гроссмейстера (первые две выполнил 2008 году на опен-турнире в Хилверсюме и фестивале в Гронингене. Звание было присвоено в июне, Гири стал гроссмейстером в возрасте 14 лет, 7 месяцев и 2 дней, на тот момент самым молодым в России (в 2024 году рекорд побил Иван Землянский). После того, как Гири получил высшее шахматное звание, его стали приписывать к будущей звезде нидерландских шахмат. В том же 2009 году Гири выиграл чемпионат Нидерландов.

### Дальнейшая карьера
В 2010 году Гири помогал Вишванатану Ананду при подготовке к матчу за звание чемпиона мира против Веселина Топалова и выиграл международные турниры Corus Chess 2010, Мальмё, также стал бронзовым призёром Хогевен 2010.
В 2011 и 2012 годах Гири снова стал чемпионом Нидерландов. В 2011 году он выиграл международный турнир Sigeman & Co, год спустя — турнир в Реджо-нель-Эмилии.
В 2014 году Гири дважды становился призёром крупных турниров — Вейк-ан-Зее и Qatar Masters Open. В 2015 году снова выиграл чемпионат Нидерландов, а спустя год квалифицировался на турнир претендентов.
В 2018 году Гири разделил первое место в Вейк-ан-Зее, Мемориале Гашимова и Dute Cup в Шэньчжэне, также занял 2-е место на Дортмунде. В 2019 году занял 1-е место на таком же турнире в Шэньчжэне и 2-е на Вейк-ан-Зее 2019.
В 2020 году Гири стал бронзовым призёром турнира претендентов, проиграв решающую партию Кириллу Алексеенко. Во время пандемии ковида играл в онлайн-турнирах, которые проводил Магнус Карлсен — выиграл MrDodgy Invitational в 2020 и 2021 годах, а также Magnus Carlsen Invitational. В 2020 году занял 2-е место в Вейк-ан-Зее, в 2021 году выиграл блицтурнир Кубок Толстого.
В 2022 году занял 4-е место в Вейк-ан-Зее, а год спустя смог впервые в своей карьере его выиграть. В 2023 году Гири в пятый раз выиграл чемпионат Нидерландов, который проходил по олимпийской системе. В 2024 году поделил 1-4 места в Вейк-ан-Зее. В мае 2025 года Гири занял чистое 1-е место на турнире Sharjah Masters с результатом 7 из 9.
Гири представлял Нидерланды на шести шахматных олимпиадах, завоевав три индивидуальные бронзовые медали, также участвовал в командном чемпионате мира, двух командных чемпионатах Европы и чемпионате городов мира (золотая медаль).
| Соревнование                    | Город          | Доска | Инд. место        | Командное | Ист.   |
| ------------------------------- | -------------- | ----- | ----------------- | --------- | ------ |
| Олимпиада 2010                  | Ханты-Мансийск | 4-я   | 8 из 11 (бронза)  | 15-е      | [ 48 ] |
| Командный чемпионат Европы      |                | 1-я   | 5 из 9            | 6-е       | [ 49 ] |
| Олимпиада 2012                  | Стамбул        | 1-я   | 4 из 7            | 6-е       | [ 50 ] |
| Чемпионат мира по городам 2012  |                | 1-я   | 3½ из 7           | Золото    | [ 51 ] |
| Командный чемпионат Европы 2013 | Варшава        | 1-я   | 6½ из 9           | 11-е      | [ 52 ] |
| Командный чемпионат мира 2013   | Анталья        | 1-я   | 5 из 9            | 6-е       | [ 53 ] |
| Олимпиада 2014                  | Тромсё         | 1-я   | 8 из 11 (бронза)  | 12-е      | [ 54 ] |
| Олимпиада 2016                  | Баку           | 1-я   | 7 из 11           | 36-е      | [ 55 ] |
| Олимпиада 2018                  | Батуми         | 1-я   | 8½ из 11 (бронза) | 40-е      | [ 56 ] |
| Олимпиада 2022                  | Ченнаи         | 1-я   | 6½ из 9           | 11-е      | [ 57 ] |
| Олимпиада 2024                  | Будапешт       | 1-я   | 8 из 11           | 21-е      | [ 58 ] |

### Другая деятельность
Гири отобрал ряд лучших партий для ChessBase и написал несколько статей и подкастов, включая анализ своих собственных партий, для New in Chess, создал несколько шахматных курсов для Chessable и написал собственную книгу. Также он имеет канал на YouTube, на котором более 200 тыс. подписчиков и 20 млн просмотров.

### Личная жизнь
Гири свободно говорит на русском, английском и нидерландском языках, также знает японский и непальский.
В интервью во время турнира претендентов 2020—2021 сказал, что больше не обладает российским гражданством.
В июле 2015 года женился на грузинской шахматистке Софико Гурамишвили. В браке родились два сына и дочь.

## Стиль игры
|   | a | b | c | d | e | f | g | h |   |
| - | --- | --- | --- | --- | --- | --- | --- | --- | - |
| 8 | c8 чёрный слон · d8 чёрный ферзь · e8 чёрная ладья · g8 чёрный король · b7 чёрная пешка · f7 чёрная пешка · g7 чёрный слон · h7 чёрная пешка · b6 чёрный конь · g6 чёрная пешка · d5 белая пешка · g5 белый конь · e4 чёрная пешка · c3 белая пешка · g3 белая пешка · d2 белый ферзь · f2 белая пешка · g2 белый слон · h2 белая пешка · c1 белый слон · d1 белая ладья · g1 белый король | c8 чёрный слон · d8 чёрный ферзь · e8 чёрная ладья · g8 чёрный король · b7 чёрная пешка · f7 чёрная пешка · g7 чёрный слон · h7 чёрная пешка · b6 чёрный конь · g6 чёрная пешка · d5 белая пешка · g5 белый конь · e4 чёрная пешка · c3 белая пешка · g3 белая пешка · d2 белый ферзь · f2 белая пешка · g2 белый слон · h2 белая пешка · c1 белый слон · d1 белая ладья · g1 белый король | c8 чёрный слон · d8 чёрный ферзь · e8 чёрная ладья · g8 чёрный король · b7 чёрная пешка · f7 чёрная пешка · g7 чёрный слон · h7 чёрная пешка · b6 чёрный конь · g6 чёрная пешка · d5 белая пешка · g5 белый конь · e4 чёрная пешка · c3 белая пешка · g3 белая пешка · d2 белый ферзь · f2 белая пешка · g2 белый слон · h2 белая пешка · c1 белый слон · d1 белая ладья · g1 белый король | c8 чёрный слон · d8 чёрный ферзь · e8 чёрная ладья · g8 чёрный король · b7 чёрная пешка · f7 чёрная пешка · g7 чёрный слон · h7 чёрная пешка · b6 чёрный конь · g6 чёрная пешка · d5 белая пешка · g5 белый конь · e4 чёрная пешка · c3 белая пешка · g3 белая пешка · d2 белый ферзь · f2 белая пешка · g2 белый слон · h2 белая пешка · c1 белый слон · d1 белая ладья · g1 белый король | c8 чёрный слон · d8 чёрный ферзь · e8 чёрная ладья · g8 чёрный король · b7 чёрная пешка · f7 чёрная пешка · g7 чёрный слон · h7 чёрная пешка · b6 чёрный конь · g6 чёрная пешка · d5 белая пешка · g5 белый конь · e4 чёрная пешка · c3 белая пешка · g3 белая пешка · d2 белый ферзь · f2 белая пешка · g2 белый слон · h2 белая пешка · c1 белый слон · d1 белая ладья · g1 белый король | c8 чёрный слон · d8 чёрный ферзь · e8 чёрная ладья · g8 чёрный король · b7 чёрная пешка · f7 чёрная пешка · g7 чёрный слон · h7 чёрная пешка · b6 чёрный конь · g6 чёрная пешка · d5 белая пешка · g5 белый конь · e4 чёрная пешка · c3 белая пешка · g3 белая пешка · d2 белый ферзь · f2 белая пешка · g2 белый слон · h2 белая пешка · c1 белый слон · d1 белая ладья · g1 белый король | c8 чёрный слон · d8 чёрный ферзь · e8 чёрная ладья · g8 чёрный король · b7 чёрная пешка · f7 чёрная пешка · g7 чёрный слон · h7 чёрная пешка · b6 чёрный конь · g6 чёрная пешка · d5 белая пешка · g5 белый конь · e4 чёрная пешка · c3 белая пешка · g3 белая пешка · d2 белый ферзь · f2 белая пешка · g2 белый слон · h2 белая пешка · c1 белый слон · d1 белая ладья · g1 белый король | c8 чёрный слон · d8 чёрный ферзь · e8 чёрная ладья · g8 чёрный король · b7 чёрная пешка · f7 чёрная пешка · g7 чёрный слон · h7 чёрная пешка · b6 чёрный конь · g6 чёрная пешка · d5 белая пешка · g5 белый конь · e4 чёрная пешка · c3 белая пешка · g3 белая пешка · d2 белый ферзь · f2 белая пешка · g2 белый слон · h2 белая пешка · c1 белый слон · d1 белая ладья · g1 белый король | 8 |
| 7 | c8 чёрный слон · d8 чёрный ферзь · e8 чёрная ладья · g8 чёрный король · b7 чёрная пешка · f7 чёрная пешка · g7 чёрный слон · h7 чёрная пешка · b6 чёрный конь · g6 чёрная пешка · d5 белая пешка · g5 белый конь · e4 чёрная пешка · c3 белая пешка · g3 белая пешка · d2 белый ферзь · f2 белая пешка · g2 белый слон · h2 белая пешка · c1 белый слон · d1 белая ладья · g1 белый король | c8 чёрный слон · d8 чёрный ферзь · e8 чёрная ладья · g8 чёрный король · b7 чёрная пешка · f7 чёрная пешка · g7 чёрный слон · h7 чёрная пешка · b6 чёрный конь · g6 чёрная пешка · d5 белая пешка · g5 белый конь · e4 чёрная пешка · c3 белая пешка · g3 белая пешка · d2 белый ферзь · f2 белая пешка · g2 белый слон · h2 белая пешка · c1 белый слон · d1 белая ладья · g1 белый король | c8 чёрный слон · d8 чёрный ферзь · e8 чёрная ладья · g8 чёрный король · b7 чёрная пешка · f7 чёрная пешка · g7 чёрный слон · h7 чёрная пешка · b6 чёрный конь · g6 чёрная пешка · d5 белая пешка · g5 белый конь · e4 чёрная пешка · c3 белая пешка · g3 белая пешка · d2 белый ферзь · f2 белая пешка · g2 белый слон · h2 белая пешка · c1 белый слон · d1 белая ладья · g1 белый король | c8 чёрный слон · d8 чёрный ферзь · e8 чёрная ладья · g8 чёрный король · b7 чёрная пешка · f7 чёрная пешка · g7 чёрный слон · h7 чёрная пешка · b6 чёрный конь · g6 чёрная пешка · d5 белая пешка · g5 белый конь · e4 чёрная пешка · c3 белая пешка · g3 белая пешка · d2 белый ферзь · f2 белая пешка · g2 белый слон · h2 белая пешка · c1 белый слон · d1 белая ладья · g1 белый король | c8 чёрный слон · d8 чёрный ферзь · e8 чёрная ладья · g8 чёрный король · b7 чёрная пешка · f7 чёрная пешка · g7 чёрный слон · h7 чёрная пешка · b6 чёрный конь · g6 чёрная пешка · d5 белая пешка · g5 белый конь · e4 чёрная пешка · c3 белая пешка · g3 белая пешка · d2 белый ферзь · f2 белая пешка · g2 белый слон · h2 белая пешка · c1 белый слон · d1 белая ладья · g1 белый король | c8 чёрный слон · d8 чёрный ферзь · e8 чёрная ладья · g8 чёрный король · b7 чёрная пешка · f7 чёрная пешка · g7 чёрный слон · h7 чёрная пешка · b6 чёрный конь · g6 чёрная пешка · d5 белая пешка · g5 белый конь · e4 чёрная пешка · c3 белая пешка · g3 белая пешка · d2 белый ферзь · f2 белая пешка · g2 белый слон · h2 белая пешка · c1 белый слон · d1 белая ладья · g1 белый король | c8 чёрный слон · d8 чёрный ферзь · e8 чёрная ладья · g8 чёрный король · b7 чёрная пешка · f7 чёрная пешка · g7 чёрный слон · h7 чёрная пешка · b6 чёрный конь · g6 чёрная пешка · d5 белая пешка · g5 белый конь · e4 чёрная пешка · c3 белая пешка · g3 белая пешка · d2 белый ферзь · f2 белая пешка · g2 белый слон · h2 белая пешка · c1 белый слон · d1 белая ладья · g1 белый король | c8 чёрный слон · d8 чёрный ферзь · e8 чёрная ладья · g8 чёрный король · b7 чёрная пешка · f7 чёрная пешка · g7 чёрный слон · h7 чёрная пешка · b6 чёрный конь · g6 чёрная пешка · d5 белая пешка · g5 белый конь · e4 чёрная пешка · c3 белая пешка · g3 белая пешка · d2 белый ферзь · f2 белая пешка · g2 белый слон · h2 белая пешка · c1 белый слон · d1 белая ладья · g1 белый король | 7 |
| 6 | c8 чёрный слон · d8 чёрный ферзь · e8 чёрная ладья · g8 чёрный король · b7 чёрная пешка · f7 чёрная пешка · g7 чёрный слон · h7 чёрная пешка · b6 чёрный конь · g6 чёрная пешка · d5 белая пешка · g5 белый конь · e4 чёрная пешка · c3 белая пешка · g3 белая пешка · d2 белый ферзь · f2 белая пешка · g2 белый слон · h2 белая пешка · c1 белый слон · d1 белая ладья · g1 белый король | c8 чёрный слон · d8 чёрный ферзь · e8 чёрная ладья · g8 чёрный король · b7 чёрная пешка · f7 чёрная пешка · g7 чёрный слон · h7 чёрная пешка · b6 чёрный конь · g6 чёрная пешка · d5 белая пешка · g5 белый конь · e4 чёрная пешка · c3 белая пешка · g3 белая пешка · d2 белый ферзь · f2 белая пешка · g2 белый слон · h2 белая пешка · c1 белый слон · d1 белая ладья · g1 белый король | c8 чёрный слон · d8 чёрный ферзь · e8 чёрная ладья · g8 чёрный король · b7 чёрная пешка · f7 чёрная пешка · g7 чёрный слон · h7 чёрная пешка · b6 чёрный конь · g6 чёрная пешка · d5 белая пешка · g5 белый конь · e4 чёрная пешка · c3 белая пешка · g3 белая пешка · d2 белый ферзь · f2 белая пешка · g2 белый слон · h2 белая пешка · c1 белый слон · d1 белая ладья · g1 белый король | c8 чёрный слон · d8 чёрный ферзь · e8 чёрная ладья · g8 чёрный король · b7 чёрная пешка · f7 чёрная пешка · g7 чёрный слон · h7 чёрная пешка · b6 чёрный конь · g6 чёрная пешка · d5 белая пешка · g5 белый конь · e4 чёрная пешка · c3 белая пешка · g3 белая пешка · d2 белый ферзь · f2 белая пешка · g2 белый слон · h2 белая пешка · c1 белый слон · d1 белая ладья · g1 белый король | c8 чёрный слон · d8 чёрный ферзь · e8 чёрная ладья · g8 чёрный король · b7 чёрная пешка · f7 чёрная пешка · g7 чёрный слон · h7 чёрная пешка · b6 чёрный конь · g6 чёрная пешка · d5 белая пешка · g5 белый конь · e4 чёрная пешка · c3 белая пешка · g3 белая пешка · d2 белый ферзь · f2 белая пешка · g2 белый слон · h2 белая пешка · c1 белый слон · d1 белая ладья · g1 белый король | c8 чёрный слон · d8 чёрный ферзь · e8 чёрная ладья · g8 чёрный король · b7 чёрная пешка · f7 чёрная пешка · g7 чёрный слон · h7 чёрная пешка · b6 чёрный конь · g6 чёрная пешка · d5 белая пешка · g5 белый конь · e4 чёрная пешка · c3 белая пешка · g3 белая пешка · d2 белый ферзь · f2 белая пешка · g2 белый слон · h2 белая пешка · c1 белый слон · d1 белая ладья · g1 белый король | c8 чёрный слон · d8 чёрный ферзь · e8 чёрная ладья · g8 чёрный король · b7 чёрная пешка · f7 чёрная пешка · g7 чёрный слон · h7 чёрная пешка · b6 чёрный конь · g6 чёрная пешка · d5 белая пешка · g5 белый конь · e4 чёрная пешка · c3 белая пешка · g3 белая пешка · d2 белый ферзь · f2 белая пешка · g2 белый слон · h2 белая пешка · c1 белый слон · d1 белая ладья · g1 белый король | c8 чёрный слон · d8 чёрный ферзь · e8 чёрная ладья · g8 чёрный король · b7 чёрная пешка · f7 чёрная пешка · g7 чёрный слон · h7 чёрная пешка · b6 чёрный конь · g6 чёрная пешка · d5 белая пешка · g5 белый конь · e4 чёрная пешка · c3 белая пешка · g3 белая пешка · d2 белый ферзь · f2 белая пешка · g2 белый слон · h2 белая пешка · c1 белый слон · d1 белая ладья · g1 белый король | 6 |
| 5 | c8 чёрный слон · d8 чёрный ферзь · e8 чёрная ладья · g8 чёрный король · b7 чёрная пешка · f7 чёрная пешка · g7 чёрный слон · h7 чёрная пешка · b6 чёрный конь · g6 чёрная пешка · d5 белая пешка · g5 белый конь · e4 чёрная пешка · c3 белая пешка · g3 белая пешка · d2 белый ферзь · f2 белая пешка · g2 белый слон · h2 белая пешка · c1 белый слон · d1 белая ладья · g1 белый король | c8 чёрный слон · d8 чёрный ферзь · e8 чёрная ладья · g8 чёрный король · b7 чёрная пешка · f7 чёрная пешка · g7 чёрный слон · h7 чёрная пешка · b6 чёрный конь · g6 чёрная пешка · d5 белая пешка · g5 белый конь · e4 чёрная пешка · c3 белая пешка · g3 белая пешка · d2 белый ферзь · f2 белая пешка · g2 белый слон · h2 белая пешка · c1 белый слон · d1 белая ладья · g1 белый король | c8 чёрный слон · d8 чёрный ферзь · e8 чёрная ладья · g8 чёрный король · b7 чёрная пешка · f7 чёрная пешка · g7 чёрный слон · h7 чёрная пешка · b6 чёрный конь · g6 чёрная пешка · d5 белая пешка · g5 белый конь · e4 чёрная пешка · c3 белая пешка · g3 белая пешка · d2 белый ферзь · f2 белая пешка · g2 белый слон · h2 белая пешка · c1 белый слон · d1 белая ладья · g1 белый король | c8 чёрный слон · d8 чёрный ферзь · e8 чёрная ладья · g8 чёрный король · b7 чёрная пешка · f7 чёрная пешка · g7 чёрный слон · h7 чёрная пешка · b6 чёрный конь · g6 чёрная пешка · d5 белая пешка · g5 белый конь · e4 чёрная пешка · c3 белая пешка · g3 белая пешка · d2 белый ферзь · f2 белая пешка · g2 белый слон · h2 белая пешка · c1 белый слон · d1 белая ладья · g1 белый король | c8 чёрный слон · d8 чёрный ферзь · e8 чёрная ладья · g8 чёрный король · b7 чёрная пешка · f7 чёрная пешка · g7 чёрный слон · h7 чёрная пешка · b6 чёрный конь · g6 чёрная пешка · d5 белая пешка · g5 белый конь · e4 чёрная пешка · c3 белая пешка · g3 белая пешка · d2 белый ферзь · f2 белая пешка · g2 белый слон · h2 белая пешка · c1 белый слон · d1 белая ладья · g1 белый король | c8 чёрный слон · d8 чёрный ферзь · e8 чёрная ладья · g8 чёрный король · b7 чёрная пешка · f7 чёрная пешка · g7 чёрный слон · h7 чёрная пешка · b6 чёрный конь · g6 чёрная пешка · d5 белая пешка · g5 белый конь · e4 чёрная пешка · c3 белая пешка · g3 белая пешка · d2 белый ферзь · f2 белая пешка · g2 белый слон · h2 белая пешка · c1 белый слон · d1 белая ладья · g1 белый король | c8 чёрный слон · d8 чёрный ферзь · e8 чёрная ладья · g8 чёрный король · b7 чёрная пешка · f7 чёрная пешка · g7 чёрный слон · h7 чёрная пешка · b6 чёрный конь · g6 чёрная пешка · d5 белая пешка · g5 белый конь · e4 чёрная пешка · c3 белая пешка · g3 белая пешка · d2 белый ферзь · f2 белая пешка · g2 белый слон · h2 белая пешка · c1 белый слон · d1 белая ладья · g1 белый король | c8 чёрный слон · d8 чёрный ферзь · e8 чёрная ладья · g8 чёрный король · b7 чёрная пешка · f7 чёрная пешка · g7 чёрный слон · h7 чёрная пешка · b6 чёрный конь · g6 чёрная пешка · d5 белая пешка · g5 белый конь · e4 чёрная пешка · c3 белая пешка · g3 белая пешка · d2 белый ферзь · f2 белая пешка · g2 белый слон · h2 белая пешка · c1 белый слон · d1 белая ладья · g1 белый король | 5 |
| 4 | c8 чёрный слон · d8 чёрный ферзь · e8 чёрная ладья · g8 чёрный король · b7 чёрная пешка · f7 чёрная пешка · g7 чёрный слон · h7 чёрная пешка · b6 чёрный конь · g6 чёрная пешка · d5 белая пешка · g5 белый конь · e4 чёрная пешка · c3 белая пешка · g3 белая пешка · d2 белый ферзь · f2 белая пешка · g2 белый слон · h2 белая пешка · c1 белый слон · d1 белая ладья · g1 белый король | c8 чёрный слон · d8 чёрный ферзь · e8 чёрная ладья · g8 чёрный король · b7 чёрная пешка · f7 чёрная пешка · g7 чёрный слон · h7 чёрная пешка · b6 чёрный конь · g6 чёрная пешка · d5 белая пешка · g5 белый конь · e4 чёрная пешка · c3 белая пешка · g3 белая пешка · d2 белый ферзь · f2 белая пешка · g2 белый слон · h2 белая пешка · c1 белый слон · d1 белая ладья · g1 белый король | c8 чёрный слон · d8 чёрный ферзь · e8 чёрная ладья · g8 чёрный король · b7 чёрная пешка · f7 чёрная пешка · g7 чёрный слон · h7 чёрная пешка · b6 чёрный конь · g6 чёрная пешка · d5 белая пешка · g5 белый конь · e4 чёрная пешка · c3 белая пешка · g3 белая пешка · d2 белый ферзь · f2 белая пешка · g2 белый слон · h2 белая пешка · c1 белый слон · d1 белая ладья · g1 белый король | c8 чёрный слон · d8 чёрный ферзь · e8 чёрная ладья · g8 чёрный король · b7 чёрная пешка · f7 чёрная пешка · g7 чёрный слон · h7 чёрная пешка · b6 чёрный конь · g6 чёрная пешка · d5 белая пешка · g5 белый конь · e4 чёрная пешка · c3 белая пешка · g3 белая пешка · d2 белый ферзь · f2 белая пешка · g2 белый слон · h2 белая пешка · c1 белый слон · d1 белая ладья · g1 белый король | c8 чёрный слон · d8 чёрный ферзь · e8 чёрная ладья · g8 чёрный король · b7 чёрная пешка · f7 чёрная пешка · g7 чёрный слон · h7 чёрная пешка · b6 чёрный конь · g6 чёрная пешка · d5 белая пешка · g5 белый конь · e4 чёрная пешка · c3 белая пешка · g3 белая пешка · d2 белый ферзь · f2 белая пешка · g2 белый слон · h2 белая пешка · c1 белый слон · d1 белая ладья · g1 белый король | c8 чёрный слон · d8 чёрный ферзь · e8 чёрная ладья · g8 чёрный король · b7 чёрная пешка · f7 чёрная пешка · g7 чёрный слон · h7 чёрная пешка · b6 чёрный конь · g6 чёрная пешка · d5 белая пешка · g5 белый конь · e4 чёрная пешка · c3 белая пешка · g3 белая пешка · d2 белый ферзь · f2 белая пешка · g2 белый слон · h2 белая пешка · c1 белый слон · d1 белая ладья · g1 белый король | c8 чёрный слон · d8 чёрный ферзь · e8 чёрная ладья · g8 чёрный король · b7 чёрная пешка · f7 чёрная пешка · g7 чёрный слон · h7 чёрная пешка · b6 чёрный конь · g6 чёрная пешка · d5 белая пешка · g5 белый конь · e4 чёрная пешка · c3 белая пешка · g3 белая пешка · d2 белый ферзь · f2 белая пешка · g2 белый слон · h2 белая пешка · c1 белый слон · d1 белая ладья · g1 белый король | c8 чёрный слон · d8 чёрный ферзь · e8 чёрная ладья · g8 чёрный король · b7 чёрная пешка · f7 чёрная пешка · g7 чёрный слон · h7 чёрная пешка · b6 чёрный конь · g6 чёрная пешка · d5 белая пешка · g5 белый конь · e4 чёрная пешка · c3 белая пешка · g3 белая пешка · d2 белый ферзь · f2 белая пешка · g2 белый слон · h2 белая пешка · c1 белый слон · d1 белая ладья · g1 белый король | 4 |
| 3 | c8 чёрный слон · d8 чёрный ферзь · e8 чёрная ладья · g8 чёрный король · b7 чёрная пешка · f7 чёрная пешка · g7 чёрный слон · h7 чёрная пешка · b6 чёрный конь · g6 чёрная пешка · d5 белая пешка · g5 белый конь · e4 чёрная пешка · c3 белая пешка · g3 белая пешка · d2 белый ферзь · f2 белая пешка · g2 белый слон · h2 белая пешка · c1 белый слон · d1 белая ладья · g1 белый король | c8 чёрный слон · d8 чёрный ферзь · e8 чёрная ладья · g8 чёрный король · b7 чёрная пешка · f7 чёрная пешка · g7 чёрный слон · h7 чёрная пешка · b6 чёрный конь · g6 чёрная пешка · d5 белая пешка · g5 белый конь · e4 чёрная пешка · c3 белая пешка · g3 белая пешка · d2 белый ферзь · f2 белая пешка · g2 белый слон · h2 белая пешка · c1 белый слон · d1 белая ладья · g1 белый король | c8 чёрный слон · d8 чёрный ферзь · e8 чёрная ладья · g8 чёрный король · b7 чёрная пешка · f7 чёрная пешка · g7 чёрный слон · h7 чёрная пешка · b6 чёрный конь · g6 чёрная пешка · d5 белая пешка · g5 белый конь · e4 чёрная пешка · c3 белая пешка · g3 белая пешка · d2 белый ферзь · f2 белая пешка · g2 белый слон · h2 белая пешка · c1 белый слон · d1 белая ладья · g1 белый король | c8 чёрный слон · d8 чёрный ферзь · e8 чёрная ладья · g8 чёрный король · b7 чёрная пешка · f7 чёрная пешка · g7 чёрный слон · h7 чёрная пешка · b6 чёрный конь · g6 чёрная пешка · d5 белая пешка · g5 белый конь · e4 чёрная пешка · c3 белая пешка · g3 белая пешка · d2 белый ферзь · f2 белая пешка · g2 белый слон · h2 белая пешка · c1 белый слон · d1 белая ладья · g1 белый король | c8 чёрный слон · d8 чёрный ферзь · e8 чёрная ладья · g8 чёрный король · b7 чёрная пешка · f7 чёрная пешка · g7 чёрный слон · h7 чёрная пешка · b6 чёрный конь · g6 чёрная пешка · d5 белая пешка · g5 белый конь · e4 чёрная пешка · c3 белая пешка · g3 белая пешка · d2 белый ферзь · f2 белая пешка · g2 белый слон · h2 белая пешка · c1 белый слон · d1 белая ладья · g1 белый король | c8 чёрный слон · d8 чёрный ферзь · e8 чёрная ладья · g8 чёрный король · b7 чёрная пешка · f7 чёрная пешка · g7 чёрный слон · h7 чёрная пешка · b6 чёрный конь · g6 чёрная пешка · d5 белая пешка · g5 белый конь · e4 чёрная пешка · c3 белая пешка · g3 белая пешка · d2 белый ферзь · f2 белая пешка · g2 белый слон · h2 белая пешка · c1 белый слон · d1 белая ладья · g1 белый король | c8 чёрный слон · d8 чёрный ферзь · e8 чёрная ладья · g8 чёрный король · b7 чёрная пешка · f7 чёрная пешка · g7 чёрный слон · h7 чёрная пешка · b6 чёрный конь · g6 чёрная пешка · d5 белая пешка · g5 белый конь · e4 чёрная пешка · c3 белая пешка · g3 белая пешка · d2 белый ферзь · f2 белая пешка · g2 белый слон · h2 белая пешка · c1 белый слон · d1 белая ладья · g1 белый король | c8 чёрный слон · d8 чёрный ферзь · e8 чёрная ладья · g8 чёрный король · b7 чёрная пешка · f7 чёрная пешка · g7 чёрный слон · h7 чёрная пешка · b6 чёрный конь · g6 чёрная пешка · d5 белая пешка · g5 белый конь · e4 чёрная пешка · c3 белая пешка · g3 белая пешка · d2 белый ферзь · f2 белая пешка · g2 белый слон · h2 белая пешка · c1 белый слон · d1 белая ладья · g1 белый король | 3 |
| 2 | c8 чёрный слон · d8 чёрный ферзь · e8 чёрная ладья · g8 чёрный король · b7 чёрная пешка · f7 чёрная пешка · g7 чёрный слон · h7 чёрная пешка · b6 чёрный конь · g6 чёрная пешка · d5 белая пешка · g5 белый конь · e4 чёрная пешка · c3 белая пешка · g3 белая пешка · d2 белый ферзь · f2 белая пешка · g2 белый слон · h2 белая пешка · c1 белый слон · d1 белая ладья · g1 белый король | c8 чёрный слон · d8 чёрный ферзь · e8 чёрная ладья · g8 чёрный король · b7 чёрная пешка · f7 чёрная пешка · g7 чёрный слон · h7 чёрная пешка · b6 чёрный конь · g6 чёрная пешка · d5 белая пешка · g5 белый конь · e4 чёрная пешка · c3 белая пешка · g3 белая пешка · d2 белый ферзь · f2 белая пешка · g2 белый слон · h2 белая пешка · c1 белый слон · d1 белая ладья · g1 белый король | c8 чёрный слон · d8 чёрный ферзь · e8 чёрная ладья · g8 чёрный король · b7 чёрная пешка · f7 чёрная пешка · g7 чёрный слон · h7 чёрная пешка · b6 чёрный конь · g6 чёрная пешка · d5 белая пешка · g5 белый конь · e4 чёрная пешка · c3 белая пешка · g3 белая пешка · d2 белый ферзь · f2 белая пешка · g2 белый слон · h2 белая пешка · c1 белый слон · d1 белая ладья · g1 белый король | c8 чёрный слон · d8 чёрный ферзь · e8 чёрная ладья · g8 чёрный король · b7 чёрная пешка · f7 чёрная пешка · g7 чёрный слон · h7 чёрная пешка · b6 чёрный конь · g6 чёрная пешка · d5 белая пешка · g5 белый конь · e4 чёрная пешка · c3 белая пешка · g3 белая пешка · d2 белый ферзь · f2 белая пешка · g2 белый слон · h2 белая пешка · c1 белый слон · d1 белая ладья · g1 белый король | c8 чёрный слон · d8 чёрный ферзь · e8 чёрная ладья · g8 чёрный король · b7 чёрная пешка · f7 чёрная пешка · g7 чёрный слон · h7 чёрная пешка · b6 чёрный конь · g6 чёрная пешка · d5 белая пешка · g5 белый конь · e4 чёрная пешка · c3 белая пешка · g3 белая пешка · d2 белый ферзь · f2 белая пешка · g2 белый слон · h2 белая пешка · c1 белый слон · d1 белая ладья · g1 белый король | c8 чёрный слон · d8 чёрный ферзь · e8 чёрная ладья · g8 чёрный король · b7 чёрная пешка · f7 чёрная пешка · g7 чёрный слон · h7 чёрная пешка · b6 чёрный конь · g6 чёрная пешка · d5 белая пешка · g5 белый конь · e4 чёрная пешка · c3 белая пешка · g3 белая пешка · d2 белый ферзь · f2 белая пешка · g2 белый слон · h2 белая пешка · c1 белый слон · d1 белая ладья · g1 белый король | c8 чёрный слон · d8 чёрный ферзь · e8 чёрная ладья · g8 чёрный король · b7 чёрная пешка · f7 чёрная пешка · g7 чёрный слон · h7 чёрная пешка · b6 чёрный конь · g6 чёрная пешка · d5 белая пешка · g5 белый конь · e4 чёрная пешка · c3 белая пешка · g3 белая пешка · d2 белый ферзь · f2 белая пешка · g2 белый слон · h2 белая пешка · c1 белый слон · d1 белая ладья · g1 белый король | c8 чёрный слон · d8 чёрный ферзь · e8 чёрная ладья · g8 чёрный король · b7 чёрная пешка · f7 чёрная пешка · g7 чёрный слон · h7 чёрная пешка · b6 чёрный конь · g6 чёрная пешка · d5 белая пешка · g5 белый конь · e4 чёрная пешка · c3 белая пешка · g3 белая пешка · d2 белый ферзь · f2 белая пешка · g2 белый слон · h2 белая пешка · c1 белый слон · d1 белая ладья · g1 белый король | 2 |
| 1 | c8 чёрный слон · d8 чёрный ферзь · e8 чёрная ладья · g8 чёрный король · b7 чёрная пешка · f7 чёрная пешка · g7 чёрный слон · h7 чёрная пешка · b6 чёрный конь · g6 чёрная пешка · d5 белая пешка · g5 белый конь · e4 чёрная пешка · c3 белая пешка · g3 белая пешка · d2 белый ферзь · f2 белая пешка · g2 белый слон · h2 белая пешка · c1 белый слон · d1 белая ладья · g1 белый король | c8 чёрный слон · d8 чёрный ферзь · e8 чёрная ладья · g8 чёрный король · b7 чёрная пешка · f7 чёрная пешка · g7 чёрный слон · h7 чёрная пешка · b6 чёрный конь · g6 чёрная пешка · d5 белая пешка · g5 белый конь · e4 чёрная пешка · c3 белая пешка · g3 белая пешка · d2 белый ферзь · f2 белая пешка · g2 белый слон · h2 белая пешка · c1 белый слон · d1 белая ладья · g1 белый король | c8 чёрный слон · d8 чёрный ферзь · e8 чёрная ладья · g8 чёрный король · b7 чёрная пешка · f7 чёрная пешка · g7 чёрный слон · h7 чёрная пешка · b6 чёрный конь · g6 чёрная пешка · d5 белая пешка · g5 белый конь · e4 чёрная пешка · c3 белая пешка · g3 белая пешка · d2 белый ферзь · f2 белая пешка · g2 белый слон · h2 белая пешка · c1 белый слон · d1 белая ладья · g1 белый король | c8 чёрный слон · d8 чёрный ферзь · e8 чёрная ладья · g8 чёрный король · b7 чёрная пешка · f7 чёрная пешка · g7 чёрный слон · h7 чёрная пешка · b6 чёрный конь · g6 чёрная пешка · d5 белая пешка · g5 белый конь · e4 чёрная пешка · c3 белая пешка · g3 белая пешка · d2 белый ферзь · f2 белая пешка · g2 белый слон · h2 белая пешка · c1 белый слон · d1 белая ладья · g1 белый король | c8 чёрный слон · d8 чёрный ферзь · e8 чёрная ладья · g8 чёрный король · b7 чёрная пешка · f7 чёрная пешка · g7 чёрный слон · h7 чёрная пешка · b6 чёрный конь · g6 чёрная пешка · d5 белая пешка · g5 белый конь · e4 чёрная пешка · c3 белая пешка · g3 белая пешка · d2 белый ферзь · f2 белая пешка · g2 белый слон · h2 белая пешка · c1 белый слон · d1 белая ладья · g1 белый король | c8 чёрный слон · d8 чёрный ферзь · e8 чёрная ладья · g8 чёрный король · b7 чёрная пешка · f7 чёрная пешка · g7 чёрный слон · h7 чёрная пешка · b6 чёрный конь · g6 чёрная пешка · d5 белая пешка · g5 белый конь · e4 чёрная пешка · c3 белая пешка · g3 белая пешка · d2 белый ферзь · f2 белая пешка · g2 белый слон · h2 белая пешка · c1 белый слон · d1 белая ладья · g1 белый король | c8 чёрный слон · d8 чёрный ферзь · e8 чёрная ладья · g8 чёрный король · b7 чёрная пешка · f7 чёрная пешка · g7 чёрный слон · h7 чёрная пешка · b6 чёрный конь · g6 чёрная пешка · d5 белая пешка · g5 белый конь · e4 чёрная пешка · c3 белая пешка · g3 белая пешка · d2 белый ферзь · f2 белая пешка · g2 белый слон · h2 белая пешка · c1 белый слон · d1 белая ладья · g1 белый король | c8 чёрный слон · d8 чёрный ферзь · e8 чёрная ладья · g8 чёрный король · b7 чёрная пешка · f7 чёрная пешка · g7 чёрный слон · h7 чёрная пешка · b6 чёрный конь · g6 чёрная пешка · d5 белая пешка · g5 белый конь · e4 чёрная пешка · c3 белая пешка · g3 белая пешка · d2 белый ферзь · f2 белая пешка · g2 белый слон · h2 белая пешка · c1 белый слон · d1 белая ладья · g1 белый король | 1 |
|   | a | b | c | d | e | f | g | h |   |

С шахматной точки зрения стиль игры Гири описывается как «твёрдый и консервативный». Его трудно победить — даже в позициях с преимуществом соперника, Гири может уравнять позицию. На турнире претендентов 2016 он все 14 партий завершил вничью. Аркадий Найдич полагает, что Магнуса Карлсена победить легче, чем Гири.

17 января 2011 года в 3-м туре турнира Вейк-ан-Зее Гири нанёс поражение лидеру мирового рейтинга Карлсену, вынудив его сдаться после 22 ходов. Карлсен сыграл 20.Ng5?, после чего последовал ход 20...e3, и ферзь не может защитить коня. Карлсен сыграл 21.Qb2, нападая на коня b6. Брать его нельзя, так как после 21...e2 белые не могут удержать пешку «e» из-за жертвы Qxc1. Карлсен сдался через несколько ходов. Спустя 12 лет, в 4-м туре Вейк-ан-Зее 2023 одержал вторую победу над чемпионом мира и впоследствии выиграл турнир.
|   | a | b | c | d | e | f | g | h |   |
| - | --- | --- | --- | --- | --- | --- | --- | --- | - |
| 8 | c8 чёрный король · d8 чёрная ладья · h8 чёрная ладья · c7 чёрный слон · d7 чёрный конь · h7 чёрная пешка · a6 чёрная пешка · b6 чёрная пешка · c6 чёрная пешка · c5 белый слон · e5 чёрная пешка · f5 чёрный ферзь · g5 белый конь · h5 чёрный слон · b4 белая пешка · g4 чёрная пешка · h4 белая пешка · a3 белая пешка · b3 белый конь · c3 белая пешка · d3 белая пешка · e2 белый ферзь · f2 белая пешка · g2 белая пешка · b1 белая ладья · f1 белая ладья · g1 белый король | c8 чёрный король · d8 чёрная ладья · h8 чёрная ладья · c7 чёрный слон · d7 чёрный конь · h7 чёрная пешка · a6 чёрная пешка · b6 чёрная пешка · c6 чёрная пешка · c5 белый слон · e5 чёрная пешка · f5 чёрный ферзь · g5 белый конь · h5 чёрный слон · b4 белая пешка · g4 чёрная пешка · h4 белая пешка · a3 белая пешка · b3 белый конь · c3 белая пешка · d3 белая пешка · e2 белый ферзь · f2 белая пешка · g2 белая пешка · b1 белая ладья · f1 белая ладья · g1 белый король | c8 чёрный король · d8 чёрная ладья · h8 чёрная ладья · c7 чёрный слон · d7 чёрный конь · h7 чёрная пешка · a6 чёрная пешка · b6 чёрная пешка · c6 чёрная пешка · c5 белый слон · e5 чёрная пешка · f5 чёрный ферзь · g5 белый конь · h5 чёрный слон · b4 белая пешка · g4 чёрная пешка · h4 белая пешка · a3 белая пешка · b3 белый конь · c3 белая пешка · d3 белая пешка · e2 белый ферзь · f2 белая пешка · g2 белая пешка · b1 белая ладья · f1 белая ладья · g1 белый король | c8 чёрный король · d8 чёрная ладья · h8 чёрная ладья · c7 чёрный слон · d7 чёрный конь · h7 чёрная пешка · a6 чёрная пешка · b6 чёрная пешка · c6 чёрная пешка · c5 белый слон · e5 чёрная пешка · f5 чёрный ферзь · g5 белый конь · h5 чёрный слон · b4 белая пешка · g4 чёрная пешка · h4 белая пешка · a3 белая пешка · b3 белый конь · c3 белая пешка · d3 белая пешка · e2 белый ферзь · f2 белая пешка · g2 белая пешка · b1 белая ладья · f1 белая ладья · g1 белый король | c8 чёрный король · d8 чёрная ладья · h8 чёрная ладья · c7 чёрный слон · d7 чёрный конь · h7 чёрная пешка · a6 чёрная пешка · b6 чёрная пешка · c6 чёрная пешка · c5 белый слон · e5 чёрная пешка · f5 чёрный ферзь · g5 белый конь · h5 чёрный слон · b4 белая пешка · g4 чёрная пешка · h4 белая пешка · a3 белая пешка · b3 белый конь · c3 белая пешка · d3 белая пешка · e2 белый ферзь · f2 белая пешка · g2 белая пешка · b1 белая ладья · f1 белая ладья · g1 белый король | c8 чёрный король · d8 чёрная ладья · h8 чёрная ладья · c7 чёрный слон · d7 чёрный конь · h7 чёрная пешка · a6 чёрная пешка · b6 чёрная пешка · c6 чёрная пешка · c5 белый слон · e5 чёрная пешка · f5 чёрный ферзь · g5 белый конь · h5 чёрный слон · b4 белая пешка · g4 чёрная пешка · h4 белая пешка · a3 белая пешка · b3 белый конь · c3 белая пешка · d3 белая пешка · e2 белый ферзь · f2 белая пешка · g2 белая пешка · b1 белая ладья · f1 белая ладья · g1 белый король | c8 чёрный король · d8 чёрная ладья · h8 чёрная ладья · c7 чёрный слон · d7 чёрный конь · h7 чёрная пешка · a6 чёрная пешка · b6 чёрная пешка · c6 чёрная пешка · c5 белый слон · e5 чёрная пешка · f5 чёрный ферзь · g5 белый конь · h5 чёрный слон · b4 белая пешка · g4 чёрная пешка · h4 белая пешка · a3 белая пешка · b3 белый конь · c3 белая пешка · d3 белая пешка · e2 белый ферзь · f2 белая пешка · g2 белая пешка · b1 белая ладья · f1 белая ладья · g1 белый король | c8 чёрный король · d8 чёрная ладья · h8 чёрная ладья · c7 чёрный слон · d7 чёрный конь · h7 чёрная пешка · a6 чёрная пешка · b6 чёрная пешка · c6 чёрная пешка · c5 белый слон · e5 чёрная пешка · f5 чёрный ферзь · g5 белый конь · h5 чёрный слон · b4 белая пешка · g4 чёрная пешка · h4 белая пешка · a3 белая пешка · b3 белый конь · c3 белая пешка · d3 белая пешка · e2 белый ферзь · f2 белая пешка · g2 белая пешка · b1 белая ладья · f1 белая ладья · g1 белый король | 8 |
| 7 | c8 чёрный король · d8 чёрная ладья · h8 чёрная ладья · c7 чёрный слон · d7 чёрный конь · h7 чёрная пешка · a6 чёрная пешка · b6 чёрная пешка · c6 чёрная пешка · c5 белый слон · e5 чёрная пешка · f5 чёрный ферзь · g5 белый конь · h5 чёрный слон · b4 белая пешка · g4 чёрная пешка · h4 белая пешка · a3 белая пешка · b3 белый конь · c3 белая пешка · d3 белая пешка · e2 белый ферзь · f2 белая пешка · g2 белая пешка · b1 белая ладья · f1 белая ладья · g1 белый король | c8 чёрный король · d8 чёрная ладья · h8 чёрная ладья · c7 чёрный слон · d7 чёрный конь · h7 чёрная пешка · a6 чёрная пешка · b6 чёрная пешка · c6 чёрная пешка · c5 белый слон · e5 чёрная пешка · f5 чёрный ферзь · g5 белый конь · h5 чёрный слон · b4 белая пешка · g4 чёрная пешка · h4 белая пешка · a3 белая пешка · b3 белый конь · c3 белая пешка · d3 белая пешка · e2 белый ферзь · f2 белая пешка · g2 белая пешка · b1 белая ладья · f1 белая ладья · g1 белый король | c8 чёрный король · d8 чёрная ладья · h8 чёрная ладья · c7 чёрный слон · d7 чёрный конь · h7 чёрная пешка · a6 чёрная пешка · b6 чёрная пешка · c6 чёрная пешка · c5 белый слон · e5 чёрная пешка · f5 чёрный ферзь · g5 белый конь · h5 чёрный слон · b4 белая пешка · g4 чёрная пешка · h4 белая пешка · a3 белая пешка · b3 белый конь · c3 белая пешка · d3 белая пешка · e2 белый ферзь · f2 белая пешка · g2 белая пешка · b1 белая ладья · f1 белая ладья · g1 белый король | c8 чёрный король · d8 чёрная ладья · h8 чёрная ладья · c7 чёрный слон · d7 чёрный конь · h7 чёрная пешка · a6 чёрная пешка · b6 чёрная пешка · c6 чёрная пешка · c5 белый слон · e5 чёрная пешка · f5 чёрный ферзь · g5 белый конь · h5 чёрный слон · b4 белая пешка · g4 чёрная пешка · h4 белая пешка · a3 белая пешка · b3 белый конь · c3 белая пешка · d3 белая пешка · e2 белый ферзь · f2 белая пешка · g2 белая пешка · b1 белая ладья · f1 белая ладья · g1 белый король | c8 чёрный король · d8 чёрная ладья · h8 чёрная ладья · c7 чёрный слон · d7 чёрный конь · h7 чёрная пешка · a6 чёрная пешка · b6 чёрная пешка · c6 чёрная пешка · c5 белый слон · e5 чёрная пешка · f5 чёрный ферзь · g5 белый конь · h5 чёрный слон · b4 белая пешка · g4 чёрная пешка · h4 белая пешка · a3 белая пешка · b3 белый конь · c3 белая пешка · d3 белая пешка · e2 белый ферзь · f2 белая пешка · g2 белая пешка · b1 белая ладья · f1 белая ладья · g1 белый король | c8 чёрный король · d8 чёрная ладья · h8 чёрная ладья · c7 чёрный слон · d7 чёрный конь · h7 чёрная пешка · a6 чёрная пешка · b6 чёрная пешка · c6 чёрная пешка · c5 белый слон · e5 чёрная пешка · f5 чёрный ферзь · g5 белый конь · h5 чёрный слон · b4 белая пешка · g4 чёрная пешка · h4 белая пешка · a3 белая пешка · b3 белый конь · c3 белая пешка · d3 белая пешка · e2 белый ферзь · f2 белая пешка · g2 белая пешка · b1 белая ладья · f1 белая ладья · g1 белый король | c8 чёрный король · d8 чёрная ладья · h8 чёрная ладья · c7 чёрный слон · d7 чёрный конь · h7 чёрная пешка · a6 чёрная пешка · b6 чёрная пешка · c6 чёрная пешка · c5 белый слон · e5 чёрная пешка · f5 чёрный ферзь · g5 белый конь · h5 чёрный слон · b4 белая пешка · g4 чёрная пешка · h4 белая пешка · a3 белая пешка · b3 белый конь · c3 белая пешка · d3 белая пешка · e2 белый ферзь · f2 белая пешка · g2 белая пешка · b1 белая ладья · f1 белая ладья · g1 белый король | c8 чёрный король · d8 чёрная ладья · h8 чёрная ладья · c7 чёрный слон · d7 чёрный конь · h7 чёрная пешка · a6 чёрная пешка · b6 чёрная пешка · c6 чёрная пешка · c5 белый слон · e5 чёрная пешка · f5 чёрный ферзь · g5 белый конь · h5 чёрный слон · b4 белая пешка · g4 чёрная пешка · h4 белая пешка · a3 белая пешка · b3 белый конь · c3 белая пешка · d3 белая пешка · e2 белый ферзь · f2 белая пешка · g2 белая пешка · b1 белая ладья · f1 белая ладья · g1 белый король | 7 |
| 6 | c8 чёрный король · d8 чёрная ладья · h8 чёрная ладья · c7 чёрный слон · d7 чёрный конь · h7 чёрная пешка · a6 чёрная пешка · b6 чёрная пешка · c6 чёрная пешка · c5 белый слон · e5 чёрная пешка · f5 чёрный ферзь · g5 белый конь · h5 чёрный слон · b4 белая пешка · g4 чёрная пешка · h4 белая пешка · a3 белая пешка · b3 белый конь · c3 белая пешка · d3 белая пешка · e2 белый ферзь · f2 белая пешка · g2 белая пешка · b1 белая ладья · f1 белая ладья · g1 белый король | c8 чёрный король · d8 чёрная ладья · h8 чёрная ладья · c7 чёрный слон · d7 чёрный конь · h7 чёрная пешка · a6 чёрная пешка · b6 чёрная пешка · c6 чёрная пешка · c5 белый слон · e5 чёрная пешка · f5 чёрный ферзь · g5 белый конь · h5 чёрный слон · b4 белая пешка · g4 чёрная пешка · h4 белая пешка · a3 белая пешка · b3 белый конь · c3 белая пешка · d3 белая пешка · e2 белый ферзь · f2 белая пешка · g2 белая пешка · b1 белая ладья · f1 белая ладья · g1 белый король | c8 чёрный король · d8 чёрная ладья · h8 чёрная ладья · c7 чёрный слон · d7 чёрный конь · h7 чёрная пешка · a6 чёрная пешка · b6 чёрная пешка · c6 чёрная пешка · c5 белый слон · e5 чёрная пешка · f5 чёрный ферзь · g5 белый конь · h5 чёрный слон · b4 белая пешка · g4 чёрная пешка · h4 белая пешка · a3 белая пешка · b3 белый конь · c3 белая пешка · d3 белая пешка · e2 белый ферзь · f2 белая пешка · g2 белая пешка · b1 белая ладья · f1 белая ладья · g1 белый король | c8 чёрный король · d8 чёрная ладья · h8 чёрная ладья · c7 чёрный слон · d7 чёрный конь · h7 чёрная пешка · a6 чёрная пешка · b6 чёрная пешка · c6 чёрная пешка · c5 белый слон · e5 чёрная пешка · f5 чёрный ферзь · g5 белый конь · h5 чёрный слон · b4 белая пешка · g4 чёрная пешка · h4 белая пешка · a3 белая пешка · b3 белый конь · c3 белая пешка · d3 белая пешка · e2 белый ферзь · f2 белая пешка · g2 белая пешка · b1 белая ладья · f1 белая ладья · g1 белый король | c8 чёрный король · d8 чёрная ладья · h8 чёрная ладья · c7 чёрный слон · d7 чёрный конь · h7 чёрная пешка · a6 чёрная пешка · b6 чёрная пешка · c6 чёрная пешка · c5 белый слон · e5 чёрная пешка · f5 чёрный ферзь · g5 белый конь · h5 чёрный слон · b4 белая пешка · g4 чёрная пешка · h4 белая пешка · a3 белая пешка · b3 белый конь · c3 белая пешка · d3 белая пешка · e2 белый ферзь · f2 белая пешка · g2 белая пешка · b1 белая ладья · f1 белая ладья · g1 белый король | c8 чёрный король · d8 чёрная ладья · h8 чёрная ладья · c7 чёрный слон · d7 чёрный конь · h7 чёрная пешка · a6 чёрная пешка · b6 чёрная пешка · c6 чёрная пешка · c5 белый слон · e5 чёрная пешка · f5 чёрный ферзь · g5 белый конь · h5 чёрный слон · b4 белая пешка · g4 чёрная пешка · h4 белая пешка · a3 белая пешка · b3 белый конь · c3 белая пешка · d3 белая пешка · e2 белый ферзь · f2 белая пешка · g2 белая пешка · b1 белая ладья · f1 белая ладья · g1 белый король | c8 чёрный король · d8 чёрная ладья · h8 чёрная ладья · c7 чёрный слон · d7 чёрный конь · h7 чёрная пешка · a6 чёрная пешка · b6 чёрная пешка · c6 чёрная пешка · c5 белый слон · e5 чёрная пешка · f5 чёрный ферзь · g5 белый конь · h5 чёрный слон · b4 белая пешка · g4 чёрная пешка · h4 белая пешка · a3 белая пешка · b3 белый конь · c3 белая пешка · d3 белая пешка · e2 белый ферзь · f2 белая пешка · g2 белая пешка · b1 белая ладья · f1 белая ладья · g1 белый король | c8 чёрный король · d8 чёрная ладья · h8 чёрная ладья · c7 чёрный слон · d7 чёрный конь · h7 чёрная пешка · a6 чёрная пешка · b6 чёрная пешка · c6 чёрная пешка · c5 белый слон · e5 чёрная пешка · f5 чёрный ферзь · g5 белый конь · h5 чёрный слон · b4 белая пешка · g4 чёрная пешка · h4 белая пешка · a3 белая пешка · b3 белый конь · c3 белая пешка · d3 белая пешка · e2 белый ферзь · f2 белая пешка · g2 белая пешка · b1 белая ладья · f1 белая ладья · g1 белый король | 6 |
| 5 | c8 чёрный король · d8 чёрная ладья · h8 чёрная ладья · c7 чёрный слон · d7 чёрный конь · h7 чёрная пешка · a6 чёрная пешка · b6 чёрная пешка · c6 чёрная пешка · c5 белый слон · e5 чёрная пешка · f5 чёрный ферзь · g5 белый конь · h5 чёрный слон · b4 белая пешка · g4 чёрная пешка · h4 белая пешка · a3 белая пешка · b3 белый конь · c3 белая пешка · d3 белая пешка · e2 белый ферзь · f2 белая пешка · g2 белая пешка · b1 белая ладья · f1 белая ладья · g1 белый король | c8 чёрный король · d8 чёрная ладья · h8 чёрная ладья · c7 чёрный слон · d7 чёрный конь · h7 чёрная пешка · a6 чёрная пешка · b6 чёрная пешка · c6 чёрная пешка · c5 белый слон · e5 чёрная пешка · f5 чёрный ферзь · g5 белый конь · h5 чёрный слон · b4 белая пешка · g4 чёрная пешка · h4 белая пешка · a3 белая пешка · b3 белый конь · c3 белая пешка · d3 белая пешка · e2 белый ферзь · f2 белая пешка · g2 белая пешка · b1 белая ладья · f1 белая ладья · g1 белый король | c8 чёрный король · d8 чёрная ладья · h8 чёрная ладья · c7 чёрный слон · d7 чёрный конь · h7 чёрная пешка · a6 чёрная пешка · b6 чёрная пешка · c6 чёрная пешка · c5 белый слон · e5 чёрная пешка · f5 чёрный ферзь · g5 белый конь · h5 чёрный слон · b4 белая пешка · g4 чёрная пешка · h4 белая пешка · a3 белая пешка · b3 белый конь · c3 белая пешка · d3 белая пешка · e2 белый ферзь · f2 белая пешка · g2 белая пешка · b1 белая ладья · f1 белая ладья · g1 белый король | c8 чёрный король · d8 чёрная ладья · h8 чёрная ладья · c7 чёрный слон · d7 чёрный конь · h7 чёрная пешка · a6 чёрная пешка · b6 чёрная пешка · c6 чёрная пешка · c5 белый слон · e5 чёрная пешка · f5 чёрный ферзь · g5 белый конь · h5 чёрный слон · b4 белая пешка · g4 чёрная пешка · h4 белая пешка · a3 белая пешка · b3 белый конь · c3 белая пешка · d3 белая пешка · e2 белый ферзь · f2 белая пешка · g2 белая пешка · b1 белая ладья · f1 белая ладья · g1 белый король | c8 чёрный король · d8 чёрная ладья · h8 чёрная ладья · c7 чёрный слон · d7 чёрный конь · h7 чёрная пешка · a6 чёрная пешка · b6 чёрная пешка · c6 чёрная пешка · c5 белый слон · e5 чёрная пешка · f5 чёрный ферзь · g5 белый конь · h5 чёрный слон · b4 белая пешка · g4 чёрная пешка · h4 белая пешка · a3 белая пешка · b3 белый конь · c3 белая пешка · d3 белая пешка · e2 белый ферзь · f2 белая пешка · g2 белая пешка · b1 белая ладья · f1 белая ладья · g1 белый король | c8 чёрный король · d8 чёрная ладья · h8 чёрная ладья · c7 чёрный слон · d7 чёрный конь · h7 чёрная пешка · a6 чёрная пешка · b6 чёрная пешка · c6 чёрная пешка · c5 белый слон · e5 чёрная пешка · f5 чёрный ферзь · g5 белый конь · h5 чёрный слон · b4 белая пешка · g4 чёрная пешка · h4 белая пешка · a3 белая пешка · b3 белый конь · c3 белая пешка · d3 белая пешка · e2 белый ферзь · f2 белая пешка · g2 белая пешка · b1 белая ладья · f1 белая ладья · g1 белый король | c8 чёрный король · d8 чёрная ладья · h8 чёрная ладья · c7 чёрный слон · d7 чёрный конь · h7 чёрная пешка · a6 чёрная пешка · b6 чёрная пешка · c6 чёрная пешка · c5 белый слон · e5 чёрная пешка · f5 чёрный ферзь · g5 белый конь · h5 чёрный слон · b4 белая пешка · g4 чёрная пешка · h4 белая пешка · a3 белая пешка · b3 белый конь · c3 белая пешка · d3 белая пешка · e2 белый ферзь · f2 белая пешка · g2 белая пешка · b1 белая ладья · f1 белая ладья · g1 белый король | c8 чёрный король · d8 чёрная ладья · h8 чёрная ладья · c7 чёрный слон · d7 чёрный конь · h7 чёрная пешка · a6 чёрная пешка · b6 чёрная пешка · c6 чёрная пешка · c5 белый слон · e5 чёрная пешка · f5 чёрный ферзь · g5 белый конь · h5 чёрный слон · b4 белая пешка · g4 чёрная пешка · h4 белая пешка · a3 белая пешка · b3 белый конь · c3 белая пешка · d3 белая пешка · e2 белый ферзь · f2 белая пешка · g2 белая пешка · b1 белая ладья · f1 белая ладья · g1 белый король | 5 |
| 4 | c8 чёрный король · d8 чёрная ладья · h8 чёрная ладья · c7 чёрный слон · d7 чёрный конь · h7 чёрная пешка · a6 чёрная пешка · b6 чёрная пешка · c6 чёрная пешка · c5 белый слон · e5 чёрная пешка · f5 чёрный ферзь · g5 белый конь · h5 чёрный слон · b4 белая пешка · g4 чёрная пешка · h4 белая пешка · a3 белая пешка · b3 белый конь · c3 белая пешка · d3 белая пешка · e2 белый ферзь · f2 белая пешка · g2 белая пешка · b1 белая ладья · f1 белая ладья · g1 белый король | c8 чёрный король · d8 чёрная ладья · h8 чёрная ладья · c7 чёрный слон · d7 чёрный конь · h7 чёрная пешка · a6 чёрная пешка · b6 чёрная пешка · c6 чёрная пешка · c5 белый слон · e5 чёрная пешка · f5 чёрный ферзь · g5 белый конь · h5 чёрный слон · b4 белая пешка · g4 чёрная пешка · h4 белая пешка · a3 белая пешка · b3 белый конь · c3 белая пешка · d3 белая пешка · e2 белый ферзь · f2 белая пешка · g2 белая пешка · b1 белая ладья · f1 белая ладья · g1 белый король | c8 чёрный король · d8 чёрная ладья · h8 чёрная ладья · c7 чёрный слон · d7 чёрный конь · h7 чёрная пешка · a6 чёрная пешка · b6 чёрная пешка · c6 чёрная пешка · c5 белый слон · e5 чёрная пешка · f5 чёрный ферзь · g5 белый конь · h5 чёрный слон · b4 белая пешка · g4 чёрная пешка · h4 белая пешка · a3 белая пешка · b3 белый конь · c3 белая пешка · d3 белая пешка · e2 белый ферзь · f2 белая пешка · g2 белая пешка · b1 белая ладья · f1 белая ладья · g1 белый король | c8 чёрный король · d8 чёрная ладья · h8 чёрная ладья · c7 чёрный слон · d7 чёрный конь · h7 чёрная пешка · a6 чёрная пешка · b6 чёрная пешка · c6 чёрная пешка · c5 белый слон · e5 чёрная пешка · f5 чёрный ферзь · g5 белый конь · h5 чёрный слон · b4 белая пешка · g4 чёрная пешка · h4 белая пешка · a3 белая пешка · b3 белый конь · c3 белая пешка · d3 белая пешка · e2 белый ферзь · f2 белая пешка · g2 белая пешка · b1 белая ладья · f1 белая ладья · g1 белый король | c8 чёрный король · d8 чёрная ладья · h8 чёрная ладья · c7 чёрный слон · d7 чёрный конь · h7 чёрная пешка · a6 чёрная пешка · b6 чёрная пешка · c6 чёрная пешка · c5 белый слон · e5 чёрная пешка · f5 чёрный ферзь · g5 белый конь · h5 чёрный слон · b4 белая пешка · g4 чёрная пешка · h4 белая пешка · a3 белая пешка · b3 белый конь · c3 белая пешка · d3 белая пешка · e2 белый ферзь · f2 белая пешка · g2 белая пешка · b1 белая ладья · f1 белая ладья · g1 белый король | c8 чёрный король · d8 чёрная ладья · h8 чёрная ладья · c7 чёрный слон · d7 чёрный конь · h7 чёрная пешка · a6 чёрная пешка · b6 чёрная пешка · c6 чёрная пешка · c5 белый слон · e5 чёрная пешка · f5 чёрный ферзь · g5 белый конь · h5 чёрный слон · b4 белая пешка · g4 чёрная пешка · h4 белая пешка · a3 белая пешка · b3 белый конь · c3 белая пешка · d3 белая пешка · e2 белый ферзь · f2 белая пешка · g2 белая пешка · b1 белая ладья · f1 белая ладья · g1 белый король | c8 чёрный король · d8 чёрная ладья · h8 чёрная ладья · c7 чёрный слон · d7 чёрный конь · h7 чёрная пешка · a6 чёрная пешка · b6 чёрная пешка · c6 чёрная пешка · c5 белый слон · e5 чёрная пешка · f5 чёрный ферзь · g5 белый конь · h5 чёрный слон · b4 белая пешка · g4 чёрная пешка · h4 белая пешка · a3 белая пешка · b3 белый конь · c3 белая пешка · d3 белая пешка · e2 белый ферзь · f2 белая пешка · g2 белая пешка · b1 белая ладья · f1 белая ладья · g1 белый король | c8 чёрный король · d8 чёрная ладья · h8 чёрная ладья · c7 чёрный слон · d7 чёрный конь · h7 чёрная пешка · a6 чёрная пешка · b6 чёрная пешка · c6 чёрная пешка · c5 белый слон · e5 чёрная пешка · f5 чёрный ферзь · g5 белый конь · h5 чёрный слон · b4 белая пешка · g4 чёрная пешка · h4 белая пешка · a3 белая пешка · b3 белый конь · c3 белая пешка · d3 белая пешка · e2 белый ферзь · f2 белая пешка · g2 белая пешка · b1 белая ладья · f1 белая ладья · g1 белый король | 4 |
| 3 | c8 чёрный король · d8 чёрная ладья · h8 чёрная ладья · c7 чёрный слон · d7 чёрный конь · h7 чёрная пешка · a6 чёрная пешка · b6 чёрная пешка · c6 чёрная пешка · c5 белый слон · e5 чёрная пешка · f5 чёрный ферзь · g5 белый конь · h5 чёрный слон · b4 белая пешка · g4 чёрная пешка · h4 белая пешка · a3 белая пешка · b3 белый конь · c3 белая пешка · d3 белая пешка · e2 белый ферзь · f2 белая пешка · g2 белая пешка · b1 белая ладья · f1 белая ладья · g1 белый король | c8 чёрный король · d8 чёрная ладья · h8 чёрная ладья · c7 чёрный слон · d7 чёрный конь · h7 чёрная пешка · a6 чёрная пешка · b6 чёрная пешка · c6 чёрная пешка · c5 белый слон · e5 чёрная пешка · f5 чёрный ферзь · g5 белый конь · h5 чёрный слон · b4 белая пешка · g4 чёрная пешка · h4 белая пешка · a3 белая пешка · b3 белый конь · c3 белая пешка · d3 белая пешка · e2 белый ферзь · f2 белая пешка · g2 белая пешка · b1 белая ладья · f1 белая ладья · g1 белый король | c8 чёрный король · d8 чёрная ладья · h8 чёрная ладья · c7 чёрный слон · d7 чёрный конь · h7 чёрная пешка · a6 чёрная пешка · b6 чёрная пешка · c6 чёрная пешка · c5 белый слон · e5 чёрная пешка · f5 чёрный ферзь · g5 белый конь · h5 чёрный слон · b4 белая пешка · g4 чёрная пешка · h4 белая пешка · a3 белая пешка · b3 белый конь · c3 белая пешка · d3 белая пешка · e2 белый ферзь · f2 белая пешка · g2 белая пешка · b1 белая ладья · f1 белая ладья · g1 белый король | c8 чёрный король · d8 чёрная ладья · h8 чёрная ладья · c7 чёрный слон · d7 чёрный конь · h7 чёрная пешка · a6 чёрная пешка · b6 чёрная пешка · c6 чёрная пешка · c5 белый слон · e5 чёрная пешка · f5 чёрный ферзь · g5 белый конь · h5 чёрный слон · b4 белая пешка · g4 чёрная пешка · h4 белая пешка · a3 белая пешка · b3 белый конь · c3 белая пешка · d3 белая пешка · e2 белый ферзь · f2 белая пешка · g2 белая пешка · b1 белая ладья · f1 белая ладья · g1 белый король | c8 чёрный король · d8 чёрная ладья · h8 чёрная ладья · c7 чёрный слон · d7 чёрный конь · h7 чёрная пешка · a6 чёрная пешка · b6 чёрная пешка · c6 чёрная пешка · c5 белый слон · e5 чёрная пешка · f5 чёрный ферзь · g5 белый конь · h5 чёрный слон · b4 белая пешка · g4 чёрная пешка · h4 белая пешка · a3 белая пешка · b3 белый конь · c3 белая пешка · d3 белая пешка · e2 белый ферзь · f2 белая пешка · g2 белая пешка · b1 белая ладья · f1 белая ладья · g1 белый король | c8 чёрный король · d8 чёрная ладья · h8 чёрная ладья · c7 чёрный слон · d7 чёрный конь · h7 чёрная пешка · a6 чёрная пешка · b6 чёрная пешка · c6 чёрная пешка · c5 белый слон · e5 чёрная пешка · f5 чёрный ферзь · g5 белый конь · h5 чёрный слон · b4 белая пешка · g4 чёрная пешка · h4 белая пешка · a3 белая пешка · b3 белый конь · c3 белая пешка · d3 белая пешка · e2 белый ферзь · f2 белая пешка · g2 белая пешка · b1 белая ладья · f1 белая ладья · g1 белый король | c8 чёрный король · d8 чёрная ладья · h8 чёрная ладья · c7 чёрный слон · d7 чёрный конь · h7 чёрная пешка · a6 чёрная пешка · b6 чёрная пешка · c6 чёрная пешка · c5 белый слон · e5 чёрная пешка · f5 чёрный ферзь · g5 белый конь · h5 чёрный слон · b4 белая пешка · g4 чёрная пешка · h4 белая пешка · a3 белая пешка · b3 белый конь · c3 белая пешка · d3 белая пешка · e2 белый ферзь · f2 белая пешка · g2 белая пешка · b1 белая ладья · f1 белая ладья · g1 белый король | c8 чёрный король · d8 чёрная ладья · h8 чёрная ладья · c7 чёрный слон · d7 чёрный конь · h7 чёрная пешка · a6 чёрная пешка · b6 чёрная пешка · c6 чёрная пешка · c5 белый слон · e5 чёрная пешка · f5 чёрный ферзь · g5 белый конь · h5 чёрный слон · b4 белая пешка · g4 чёрная пешка · h4 белая пешка · a3 белая пешка · b3 белый конь · c3 белая пешка · d3 белая пешка · e2 белый ферзь · f2 белая пешка · g2 белая пешка · b1 белая ладья · f1 белая ладья · g1 белый король | 3 |
| 2 | c8 чёрный король · d8 чёрная ладья · h8 чёрная ладья · c7 чёрный слон · d7 чёрный конь · h7 чёрная пешка · a6 чёрная пешка · b6 чёрная пешка · c6 чёрная пешка · c5 белый слон · e5 чёрная пешка · f5 чёрный ферзь · g5 белый конь · h5 чёрный слон · b4 белая пешка · g4 чёрная пешка · h4 белая пешка · a3 белая пешка · b3 белый конь · c3 белая пешка · d3 белая пешка · e2 белый ферзь · f2 белая пешка · g2 белая пешка · b1 белая ладья · f1 белая ладья · g1 белый король | c8 чёрный король · d8 чёрная ладья · h8 чёрная ладья · c7 чёрный слон · d7 чёрный конь · h7 чёрная пешка · a6 чёрная пешка · b6 чёрная пешка · c6 чёрная пешка · c5 белый слон · e5 чёрная пешка · f5 чёрный ферзь · g5 белый конь · h5 чёрный слон · b4 белая пешка · g4 чёрная пешка · h4 белая пешка · a3 белая пешка · b3 белый конь · c3 белая пешка · d3 белая пешка · e2 белый ферзь · f2 белая пешка · g2 белая пешка · b1 белая ладья · f1 белая ладья · g1 белый король | c8 чёрный король · d8 чёрная ладья · h8 чёрная ладья · c7 чёрный слон · d7 чёрный конь · h7 чёрная пешка · a6 чёрная пешка · b6 чёрная пешка · c6 чёрная пешка · c5 белый слон · e5 чёрная пешка · f5 чёрный ферзь · g5 белый конь · h5 чёрный слон · b4 белая пешка · g4 чёрная пешка · h4 белая пешка · a3 белая пешка · b3 белый конь · c3 белая пешка · d3 белая пешка · e2 белый ферзь · f2 белая пешка · g2 белая пешка · b1 белая ладья · f1 белая ладья · g1 белый король | c8 чёрный король · d8 чёрная ладья · h8 чёрная ладья · c7 чёрный слон · d7 чёрный конь · h7 чёрная пешка · a6 чёрная пешка · b6 чёрная пешка · c6 чёрная пешка · c5 белый слон · e5 чёрная пешка · f5 чёрный ферзь · g5 белый конь · h5 чёрный слон · b4 белая пешка · g4 чёрная пешка · h4 белая пешка · a3 белая пешка · b3 белый конь · c3 белая пешка · d3 белая пешка · e2 белый ферзь · f2 белая пешка · g2 белая пешка · b1 белая ладья · f1 белая ладья · g1 белый король | c8 чёрный король · d8 чёрная ладья · h8 чёрная ладья · c7 чёрный слон · d7 чёрный конь · h7 чёрная пешка · a6 чёрная пешка · b6 чёрная пешка · c6 чёрная пешка · c5 белый слон · e5 чёрная пешка · f5 чёрный ферзь · g5 белый конь · h5 чёрный слон · b4 белая пешка · g4 чёрная пешка · h4 белая пешка · a3 белая пешка · b3 белый конь · c3 белая пешка · d3 белая пешка · e2 белый ферзь · f2 белая пешка · g2 белая пешка · b1 белая ладья · f1 белая ладья · g1 белый король | c8 чёрный король · d8 чёрная ладья · h8 чёрная ладья · c7 чёрный слон · d7 чёрный конь · h7 чёрная пешка · a6 чёрная пешка · b6 чёрная пешка · c6 чёрная пешка · c5 белый слон · e5 чёрная пешка · f5 чёрный ферзь · g5 белый конь · h5 чёрный слон · b4 белая пешка · g4 чёрная пешка · h4 белая пешка · a3 белая пешка · b3 белый конь · c3 белая пешка · d3 белая пешка · e2 белый ферзь · f2 белая пешка · g2 белая пешка · b1 белая ладья · f1 белая ладья · g1 белый король | c8 чёрный король · d8 чёрная ладья · h8 чёрная ладья · c7 чёрный слон · d7 чёрный конь · h7 чёрная пешка · a6 чёрная пешка · b6 чёрная пешка · c6 чёрная пешка · c5 белый слон · e5 чёрная пешка · f5 чёрный ферзь · g5 белый конь · h5 чёрный слон · b4 белая пешка · g4 чёрная пешка · h4 белая пешка · a3 белая пешка · b3 белый конь · c3 белая пешка · d3 белая пешка · e2 белый ферзь · f2 белая пешка · g2 белая пешка · b1 белая ладья · f1 белая ладья · g1 белый король | c8 чёрный король · d8 чёрная ладья · h8 чёрная ладья · c7 чёрный слон · d7 чёрный конь · h7 чёрная пешка · a6 чёрная пешка · b6 чёрная пешка · c6 чёрная пешка · c5 белый слон · e5 чёрная пешка · f5 чёрный ферзь · g5 белый конь · h5 чёрный слон · b4 белая пешка · g4 чёрная пешка · h4 белая пешка · a3 белая пешка · b3 белый конь · c3 белая пешка · d3 белая пешка · e2 белый ферзь · f2 белая пешка · g2 белая пешка · b1 белая ладья · f1 белая ладья · g1 белый король | 2 |
| 1 | c8 чёрный король · d8 чёрная ладья · h8 чёрная ладья · c7 чёрный слон · d7 чёрный конь · h7 чёрная пешка · a6 чёрная пешка · b6 чёрная пешка · c6 чёрная пешка · c5 белый слон · e5 чёрная пешка · f5 чёрный ферзь · g5 белый конь · h5 чёрный слон · b4 белая пешка · g4 чёрная пешка · h4 белая пешка · a3 белая пешка · b3 белый конь · c3 белая пешка · d3 белая пешка · e2 белый ферзь · f2 белая пешка · g2 белая пешка · b1 белая ладья · f1 белая ладья · g1 белый король | c8 чёрный король · d8 чёрная ладья · h8 чёрная ладья · c7 чёрный слон · d7 чёрный конь · h7 чёрная пешка · a6 чёрная пешка · b6 чёрная пешка · c6 чёрная пешка · c5 белый слон · e5 чёрная пешка · f5 чёрный ферзь · g5 белый конь · h5 чёрный слон · b4 белая пешка · g4 чёрная пешка · h4 белая пешка · a3 белая пешка · b3 белый конь · c3 белая пешка · d3 белая пешка · e2 белый ферзь · f2 белая пешка · g2 белая пешка · b1 белая ладья · f1 белая ладья · g1 белый король | c8 чёрный король · d8 чёрная ладья · h8 чёрная ладья · c7 чёрный слон · d7 чёрный конь · h7 чёрная пешка · a6 чёрная пешка · b6 чёрная пешка · c6 чёрная пешка · c5 белый слон · e5 чёрная пешка · f5 чёрный ферзь · g5 белый конь · h5 чёрный слон · b4 белая пешка · g4 чёрная пешка · h4 белая пешка · a3 белая пешка · b3 белый конь · c3 белая пешка · d3 белая пешка · e2 белый ферзь · f2 белая пешка · g2 белая пешка · b1 белая ладья · f1 белая ладья · g1 белый король | c8 чёрный король · d8 чёрная ладья · h8 чёрная ладья · c7 чёрный слон · d7 чёрный конь · h7 чёрная пешка · a6 чёрная пешка · b6 чёрная пешка · c6 чёрная пешка · c5 белый слон · e5 чёрная пешка · f5 чёрный ферзь · g5 белый конь · h5 чёрный слон · b4 белая пешка · g4 чёрная пешка · h4 белая пешка · a3 белая пешка · b3 белый конь · c3 белая пешка · d3 белая пешка · e2 белый ферзь · f2 белая пешка · g2 белая пешка · b1 белая ладья · f1 белая ладья · g1 белый король | c8 чёрный король · d8 чёрная ладья · h8 чёрная ладья · c7 чёрный слон · d7 чёрный конь · h7 чёрная пешка · a6 чёрная пешка · b6 чёрная пешка · c6 чёрная пешка · c5 белый слон · e5 чёрная пешка · f5 чёрный ферзь · g5 белый конь · h5 чёрный слон · b4 белая пешка · g4 чёрная пешка · h4 белая пешка · a3 белая пешка · b3 белый конь · c3 белая пешка · d3 белая пешка · e2 белый ферзь · f2 белая пешка · g2 белая пешка · b1 белая ладья · f1 белая ладья · g1 белый король | c8 чёрный король · d8 чёрная ладья · h8 чёрная ладья · c7 чёрный слон · d7 чёрный конь · h7 чёрная пешка · a6 чёрная пешка · b6 чёрная пешка · c6 чёрная пешка · c5 белый слон · e5 чёрная пешка · f5 чёрный ферзь · g5 белый конь · h5 чёрный слон · b4 белая пешка · g4 чёрная пешка · h4 белая пешка · a3 белая пешка · b3 белый конь · c3 белая пешка · d3 белая пешка · e2 белый ферзь · f2 белая пешка · g2 белая пешка · b1 белая ладья · f1 белая ладья · g1 белый король | c8 чёрный король · d8 чёрная ладья · h8 чёрная ладья · c7 чёрный слон · d7 чёрный конь · h7 чёрная пешка · a6 чёрная пешка · b6 чёрная пешка · c6 чёрная пешка · c5 белый слон · e5 чёрная пешка · f5 чёрный ферзь · g5 белый конь · h5 чёрный слон · b4 белая пешка · g4 чёрная пешка · h4 белая пешка · a3 белая пешка · b3 белый конь · c3 белая пешка · d3 белая пешка · e2 белый ферзь · f2 белая пешка · g2 белая пешка · b1 белая ладья · f1 белая ладья · g1 белый король | c8 чёрный король · d8 чёрная ладья · h8 чёрная ладья · c7 чёрный слон · d7 чёрный конь · h7 чёрная пешка · a6 чёрная пешка · b6 чёрная пешка · c6 чёрная пешка · c5 белый слон · e5 чёрная пешка · f5 чёрный ферзь · g5 белый конь · h5 чёрный слон · b4 белая пешка · g4 чёрная пешка · h4 белая пешка · a3 белая пешка · b3 белый конь · c3 белая пешка · d3 белая пешка · e2 белый ферзь · f2 белая пешка · g2 белая пешка · b1 белая ладья · f1 белая ладья · g1 белый король | 1 |
|   | a | b | c | d | e | f | g | h |   |

В 11-м туре турнира претендентов 2020—2021 победил Дин Лижэня (диаграмма 2). Гири пожертвовал слона в разменном варианте испанской партии. После победы вышел на 2-е место в турнире, отстав от Яна Непомнящего на ½ очка.